# Juan Luis Fabo
Juan Luis Fabo Ordóñez (San Sebastián, 1955) es un profesor de enseñanza media y político español, diputado autonómico en la Asamblea de Madrid por Unión Progreso y Democracia (UPyD) durante la IX legislatura autonómica, desde 2011 hasta el 2015.

## Biografía
Nacido en 1955 en San Sebastián, estudió en los Corazonistas de San Sebastián. Posteriormente se trasladó a Pamplona para estudiar Periodismo en la Universidad de Navarra, abandonando dicha carrera en el tercer curso debido a motivos familiares y pasando a colaborar con el negocio de ésta. Al mismo compatibilizó esta circunstancia con los estudios de Magisterio, siendo luego profesor de Lengua en una localidad de la comarca de Goyerri, en Guipúzcoa, durante ocho años; más tarde se trasladó a una localidad vasca en cercana a la frontera con Francia. También realizó estudios de Derecho por la UNED y la UOC.
Afiliado a CCOO, desde 1991 se dedicó con exclusividad al sindicato, siendo responsable general de la Federación de Enseñanza de CCOO en el País Vasco y en Navarra desde 1995 hasta 2002, año en pasó a la dirección nacional de CCOO, trasladándose a Madrid. Igualmente fue miembro de Euskadiko Ezkerra (EE) y del con el PSE-PSOE tras fusión de EE con éste; en 2002 abandonó el PSE por discrepancias profundas con la línea política del partido. 
Desde su creación, participó activamente en la iniciativa ciudadana ¡Basta Ya!, y en 2007 fue uno de los creadores, junto a Carlos Martínez Gorriarán, de la Plataforma Pro, que posteriormente derivó en la creación de Unión Progreso y Democracia (UPyD) junto con Rosa Díez. 
Responsable de Organización en el Consejo de Dirección de UPyD, fue diputado en la Asamblea de Madrid desde las elecciones autonómicas de 2011 hasta mayo de 2015. Dentro del Grupo Parlamentario de Unión Progreso y Democracia en la Asamblea de Madrid, fue portavoz en la Comisión de Vicepresidencia, Cultura y Deporte y en la Comisión de Vigilancia de las Contrataciones.
En mayo de 2015, tras las elecciones autonómicas de ese año, renunció a renovar su puesto en el Consejo de Dirección de UPyD, siguiendo los pasos de la portavoz Rosa Díez.
- Datos: Q5950753